# Les Deux Petits Savoyards
Les Deux Petits Savoyards est une comédie de Nicolas Dalayrac en un acte et en prose mêlée d’ariettes du livret de Marsollier, créée le 14 janvier 1789 à l'Opéra-Comique (salle Favart) puis donnée le 16 janvier 1789 à la cour de France au château de Versailles.

## Représentation et analyse
Les rôles des jeunes Savoyards, Michel et Joset étaient tenus respectivement par Mme Saint-Aubin et Rose Renaud. La naïve chanson savoyarde qui a eu plusieurs versions de paroles, « Ascouta Jeannette, Veux-tu biaux habits, larirette… » est restée célèbre sous le titre Jeanneton prend sa faucille. Ici encore, Dalayrac s’était largement inspiré du répertoire folklorique. Selon Guilbert de Pixerécourt, Dalayrac revenant un jour de sa province natale vers Paris, s'arrêta à Nîmes. Un ami le poussa à voir Les Deux Petits Savoyards qui se jouait à ce moment dans cette ville. À la fin de la pièce, un acteur s'avance et, désignant le compositeur, déclame une tirade qui commence ainsi : « Nous avons dans ces lieux un véritable père ; on lui doit la couronne, et nous allons l'offrir… ». Le public ovationne Dalayrac qui veut fuir mais les deux petits Savoyards le retiennent et le couronnent. La manifestation de cet accueil favorable a peut-être été un peu différente si l'on reprend les citations d'un journaliste de la presse quotidienne. Les 2 et 3 septembre 1789, Dalayrac a fait répéter Sargines, L'Amant statue  et Les Deux Petits Savoyards, puis il a assisté à la représentation de ces deux derniers au théâtre de Nîmes. Hors citation est rapporté : « Nouvelle couronne accompagnée d’une pièce de vers. ». Cet énoncé succinct et son contexte pourraient laisser penser que les compliments provenaient non des acteurs mais du parterre et étaient destinés au jeu d'une actrice plutôt qu’à Dalayrac.